# The Locket (How I Met Your Mother)
The Locket (o traducido como "El medallón") es el primer episodio de la novena temporada de la serie de televisión de CBS How I Met Your Mother y el episodio número 185 en total.

## Reparto
| - Josh Radnor como Ted Mosby. - Jason Segel como Marshall Eriksen. - Cobie Smulders como Robin Scherbatsky. - Neil Patrick Harris como Barney Stinson. - Alyson Hannigan como Lily Aldrin. - Cristin Milioti como La Madre. - Bob Saget como Futuro Ted Mosby (voz, no acreditado) | - Wayne Brady - James Stinson - Suzie Plakson - Judy Eriksen - Sherri Shepherd - Daphne |

## Trama
El viernes a las 11 de la mañana, 55 horas antes de la boda, todo el grupo emprenden sus viajes separados a la boda que cambiará sus vidas, así como la vida de la mujer que se convertirá en la esposa de Ted.
Robin y Barney están siendo llevados al Farhampton por Ranjit. Ellos se preocupan de quién de sus familiares será el «comodín» (la persona más probable en arruinar la boda). Cuando pasan lista a través de sus familiares, ellos se encuentran con que comparten a un «loco primo Mitch» y se horrorizan ante la idea de que podrían estar relacionados directamente. Aunque intentan hacer luz de la situación, ambos sienten repulsiva la noción de ser cariñosos el uno con el otro. Después de un rato de incomodidad, Robin habla finalmente a su abuela quien confirma que Mitch solo está relacionado con ellos a través de matrimonio (por parte de Barney) y adopción (por parte de Robin). La incomodidad se levanta al instante y Barney ya no está preocupado por un comodín, prometiendo que será una boda «legendaria». Cuando Robin señala que él no insertó su frase habitual de «espera» en el medio, Barney le dice a Robin que gracias a ella, él ya no tiene que esperar.
En Minnesota, Marshall está esperando en el avión para Nueva York con Marvin mientras se preocupa acerca de cómo decirle a Lily su oferta e irritando a su vecina de asiento, Daphne. Cuando descubre que su madre Judy ha publicado una foto en internet de Marvin que revela cómo Marshall se convertirá en juez, Marshall se da cuenta de que la foto también se enviará a Lily. Marshall llama a Judy para enseñarle cómo quitar la imagen, lo cual retrasa el despegue del avión. Esto causa una pelea entre Marshall y Daphne, que causa que los dos sean expulsados del avión. En la terminal del aeropuerto, Marshall accede a la cuenta de su madre para eliminar la fotografía él mismo, pero también se encuentra perplejo en cuanto a cómo hacerlo. Sin embargo, la foto se elimina correctamente cuando Marvin golpea una tecla en el teclado. Cuando Marshall y Daphne se enteran de que hay otro vuelo a Nueva York pero hay solo un asiento disponible, las dos emprenden una carrera a través del aeropuerto.
Mientras tanto, Ted y Lily empiezan su viaje hacia el Farhampton Inn. Sin embargo, Lily pronto se irrita por el comportamiento de Ted (que incluye usar guantes de conducir y llevarla a largos desvíos para ver paradas turísticas). Lily eventualmente no puede aguantar más y le pide a Ted dejarla en una estación de tren. Ella aborda el tren a Farhampton y termina sentada a pocos asientos de la futura esposa de Ted. Cuando ella recibe una notificación en su teléfono sobre la foto de Marvin, ella decide ignorarla porque todas las fotos de Judy hasta ahora han sido chantaje emocional para evitar que ella y Marshall se mudaran a Italia. Cuando ella empieza a sentirse culpable por no mirar una foto de su hijo, la Madre se da cuenta y le ofrece a Lily una galleta, que Ted del futuro describe a sus hijos como «cómo su tía Lily conoció a su Madre». Las dos se sientan juntas y Lily le habla sobre los hábitos de conducción de Ted (que la Madre cree secretamente que son geniales) mientras la Madre intenta impedir que Lily mire la foto de Judy de Marvin. La Madre observa que parece que Ted quería que Lily lo dejara y Lily repentinamente recuerda el medallón que Robin había estado buscando y que Ted pensaba que tenía. Ella recuerda cómo Ted descubrió que él no tenía el medallón, pero que consideró la idea de que cuando vivió brevemente con su exnovia Stella, ella podría haber terminado con el medallón y habérselo llevado con ella a Los Ángeles. Aunque Ted promete no volver a volar a Los Angeles para recuperar el medallón, Lily se preocupa de que Ted ha hecho exactamente eso y se dirige a la boda con el medallón ahora. Lily entra en pánico de que Ted va a arruinar la boda usando el medallón como un último esfuerzo para ganar a Robin nuevamente, pero se da cuenta de que su mal humor puede atribuirse en parte a no haber visto a Marvin durante una semana. La madre le permite mirar la foto publicada de Judy, pero se elimina justo antes de que se pueda abrir. Lily comienza a preocuparse, y la Madre la abraza en apoyo.
Al llegar al Farhampton Inn, Ted está a punto de darle el regalo a Robin cuando Lily lo tacklea (que Futuro Ted revela no fue la única vez que ella tackleó a alguien ese fin de semana). Robin lo abre y no encuentra el medallón, sino una foto de la banda juntos poco después de que empezaron a salir juntos. Ted le dice a Robin que lo que todos sus amigos quieren es felicidad para ella y Barney. Lily se disculpa por pensar lo peor mientras Ted promete que no hará nada loco y Futuro Ted afirma que en ese momento lo decía en serio. Sin embargo, Ted del futuro admite que él era un posible «comodín» en la boda; desconocido para Lily, Ted en realidad había volado a Los Ángeles cuatro días antes para buscar el medallón.

## Música
- "Across the Overpass" - The Solids
- "Islands in the Stream" - Kenny Rogers & Dolly Parton

## Blog de Barney
Barney aborda un elemento en su Brotebook acerca de comodines para una boda.